# Olaf Meining
Olaf Meining (* 8. Mai 1965 in Malchin) ist ein deutscher Politiker (parteilos). Seit 2023 ist er Bürgermeister der Hansestadt Salzwedel.

## Leben
Meining wurde in Mecklenburg-Vorpommern geboren und ist gelernter Facharbeiter für BMSR-Technik. Bis 2023 war er über 30 Jahre lang in der Stadtverwaltung tätig, unter anderem als Kämmerer im Rathaus von Salzwedel. Mit Unterstützung der SPD wurde er 2022 zum Bürgermeister gewählt und löste damit Sabine Blümel ab. Meining ist des Weiteren Vorstand in der Karin-Witte-Stiftung und Mitglied des Aufsichtsrates der Salzwedeler Wohnungsbaugesellschaft.